# Athanase Mvondo
Athanase Mvondo né le 21 septembre 1973 est un comédien, scénariste, réalisateur et musicien. Il est connu sur la scène Camerounaise et internationale sous le pseudonyme Edoudoua non glacé .

## Biographie
Athanase Mvondo né le 21 septembre 1973 connu sous le célèbre pseudonyme Edoudoua. Il débute dans les années 2000 grâce à sa série coup de balai et partage la scène avec la comédien Zackougla. C’est un monument de la scène malgré la succession des générations. En 2016 il participe au projet cinématographique GONDWANA comédie franco-ivoirienne. Ce projet est réalisé par l’humoriste Franco-nigerien Mamane. En septembre 2023 l’humoriste Camerounais a célébré ses trente années de carrières au palais des sports de Yaoundé (PAPOSY) au cours d’un spectacle géant. Grâce au succès de ce spectacle, il annonce une tournée européenne du 1 er juin au 13 juillet 2024.

## Filmographie
Il participe à plusieurs projets cinématographiques à savoir:
- Coup de balai dans les années 2000 avec Zakougla [1]
- Big Heart 2004[3]